# Maultier
Le Maultier (en français : « bête de somme ») ou Sd.Kfz. 3 (Sonderkraftfahrzeug 3)  était le nom d’un type de semi-chenillé développé au cours de la Seconde Guerre mondiale par l’Allemagne nazie. Ils étaient construits sur une base de camions moyen tonnage Opel, Ford Werke AG, Magirus-Deutz ou Mercedes-Benz.

## Histoire

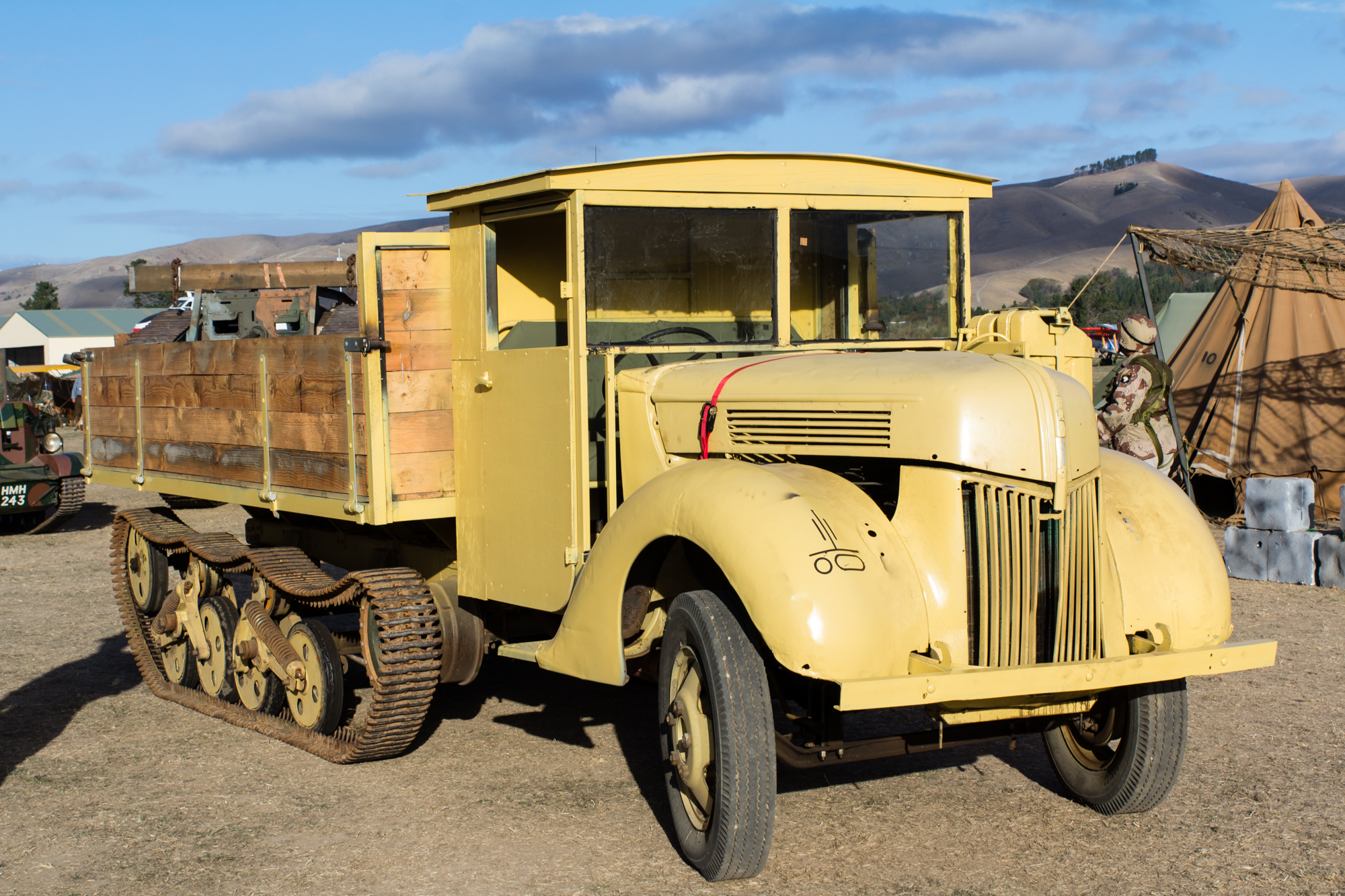
Un Ford Maultier (réplique)

Le Sd.Kfz. 3 fut développé après l’invasion de la Russie en juin 1941. À cette époque le ravitaillement des troupes allemandes était assuré par des camions commerciaux classiques, essentiellement :
- l'Opel Blitz 3 tonnes Type 3,6-36S ;
- le Ford V8 3 tonnes Type G 398 TS/V 3000 S ;
- le Magirus Type S 3000 S/SSM ;
- le Mercedes-Benz 4,5 tonnes Type L 4500.

Mais l'état déplorable des routes soviétiques et les rudes conditions climatiques (boue, neige, gel) produisant la raspoutitsa rendaient souvent ces camions incapables de poursuivre leur route. Le Maultier est né d'une improvisation sur le terrain. Des combattants transformèrent un camion Opel Blitz de trois tonnes en véhicule semi-chenillé, en remplaçant les roues arrière par un train de chenilles de Panzer I entraînées par le pont arrière. L'idée se révéla si bonne que par la suite cette modification fut effectuée en usine, sur les différents modèles de camions en service dans la Wehrmacht (Ford, Klöger-Humbold-Deutz, Daimler-Benz, Opel).
La plupart des conversions Maultier étaient basées sur des camions Opel, qui avaient fait leurs preuves en service. Le camion Mercedes-Benz L 4500 doté d'un train chenillé, fut alors nommé L 4500 R. 
Devant se rapprocher de plus en plus du front, les camions Maultier furent équipés de blindages, devenant le Sd.Kfz. 4. Certains d'entre eux étaient armés sur leur partie haute de dix tubes lance-roquettes Nebelwerfer et étaient alors désignés sous l'appellation Sd.Kfz. 4/1 ou Panzerwerfer 42.

## Caractéristiques des différents types de Maultier[1]
| Description                  | Maultier Opel Blitz                  | Maultier Ford                  | Maultier Magirus         | Maultier Mercedes-Benz          |
| ---------------------------- | ------------------------------------ | ------------------------------ | ------------------------ | ------------------------------- |
| Type                         | 3.6-36S/SSM                          | V3000 S/SSM                    | S 3000 S/SSM             | L 4500 R                        |
| Constructeur                 | Opel                                 | Ford                           | Klöckner-Humboldt        | Daimler-Benz                    |
| Usine de production          | Rüsselsheim/Brandebourg              | Cologne/Berlin                 | Deutz/Ulm                | Stuttgart/Mannheim              |
| Production                   | 4.547                                | 14.952                         | 1.741                    | 1.208                           |
| Poids                        | 3,9 tonnes                           | 3,9 tonnes                     | 4,6 tonnes               | 7,7 tonnes                      |
| Capacité de transport        | 2 tonnes                             | 2 tonnes                       | 2 tonnes                 | 4,5 tonnes                      |
| Longueur                     | 6 m                                  | 6,35 m                         | 6,15 m                   | 7,86 m                          |
| Largeur                      | 2,28 m                               | 2,25 m                         | 2,25 m                   | 3,2 m                           |
| Hauteur                      | 2,05 m                               | 2,10 m                         | 2,82 m                   | 2,35 m                          |
| Moteur                       | 6 cylindres Opel/Blitz de 3,6 litres | 8 cylindres Ford de 3,9 litres | 4 cylindres Deutz-Diesel | 6 cylindres Daimler-Benz-Diesel |
| Puissance                    | 68 ch à 3 000 tr/min                 | 95 ch à 3500 tr/min            | 80 ch à 2 250 tr/min     | 112 ch à 2250 tr/min            |
| Capacité du réservoir        | 82 l                                 | 110 l                          | 70 l                     | 140 l                           |
| Vitesse                      | 38 km/h                              | 40 km/h                        | 38 km/h                  | 36 km/h                         |
| Consommation sur route       | 50 l/100 km                          | 60 l/100 km                    | 40 l/100 km              | 40 l/100 km                     |
| Consommation en tout-terrain | 100 l/100 km                         | 120 l/100 km                   | 100 l/100 km             | 120 l/100 km                    |
| Autonomie sur route          | 160 km                               | 180 km                         | 170 km                   | 200 km                          |
| Autonomie en tout-terrain    | 80 km                                | 80 km                          | 80 km                    | 100 km                          |